# Sándor Schwartz
Sándor Schwartz (18 de gener de 1909 - 1994) fou un futbolista romanès. Va formar part de l'equip romanès a la Copa del Món de 1934. Schwartz es va unir al Ripensia Timişoara el 1930 i va jugar al club fins a l'esclat de la Segona Guerra Mundial. També va jugar 10 partits amb Romania